# Herbert Yost
Herbert Yost (8 de dezembro de 1879 - 23 de outubro de 1945) também conhecido como Barry O'Moore, foi um ator de cinema e de teatro estadunidense da era do cinema mudo, que atuou em 117 filmes entre 1908 e 1934, e entre várias peças entre 1906 e 1944.

## Biografia
Herbert nasceu em Harison, Ohio. Na maioria dos filmes creditado como Herbert Yost, usou também o nome Barry O'Moore algumas vezes. Seu primeiro filme foi o curta-metragem The Guerrilla, em 1908, dirigido e escrito por D. W. Griffith, pela American Mutoscope & Biograph, ao lado de atores como Arthur V. Johnson e Dorothy West. Seguiram-se vários filmes de Griffith, como The Fascinating Mrs. Francis (1909) e Edgar Allan Poe (1909), em que intepretou o papel-título, entre outros.
Yost atuou no primeiro seriado estadunidense, What Happened to Mary (1912), e no seriado The Man Who Disappeared (1914), ambos do Edison Studios, sob o nome Barry O’Moore. Seu último filme foi The Age of Innocence, em 1934, pela RKO Pictures.
Yost também atuou intensamente no teatro, na Broadway, em várias peças entre 1906 e 1944. Entre suas peças estão The Measure of a Man (1911), The Young Visitors (1920) e Wine of Choice (1938).
Faleceu em 23 de outubro de 1945, em Manhattan, Nova Iorque.

## Vida pessoal
Yost foi casado com a atriz Agnes Scott de 22 de fevereiro de 1916 a 23 de outubro de 1945, data de sua morte.

## Filmografia parcial
- The Guerrilla (1908)
- The Fascinating Mrs. Francis (1909)
- The Brahma Diamond (1909)
- The Politician's Love Story (1909)
- A Drunkard's Reformation (1909)
- Edgar Allan Poe (1909)
- The Golden Louis (1909)
- At the Altar (1909)
- The Deception (1909)
- The Eavesdropper (1909)
- The Medicine Bottle (1909)
- Lucky Jim (1909)
- Confidence (1909)
- The Suicide Club (1909)
- The Cardinal's Conspiracy (1909)
- What Happened to Mary (1912)
- The avenging conscience[9] (1914)
- The adventure of the hasty elopement[10] (1914)
- The Man Who Disappeared (1914)